# A Lyga 2000
La A Lyga 2000 fue la undécima edición del torneo de fútbol más importante de Lituania que se jugó del 25 de marzo al 4 de noviembre y que contó con la participación de 10 equipos.
El FBK Kaunas gana su segundo título de manera consecutiva.

## Clasificación
| Pos. | Equipo              | Pts. | PJ | G  | E  | P  | GF  | GC | Dif. | Clasificación o descenso                      |
| ---- | ------------------- | ---- | -- | -- | -- | -- | --- | -- | ---- | --------------------------------------------- |
| 1    | FBK Kaunas (C)      | 86   | 36 | 26 | 8  | 2  | 115 | 24 | +91  | Primera Ronda Clasificatoria Champions League |
| 2    | Žalgiris            | 83   | 36 | 25 | 8  | 3  | 108 | 28 | +80  | Ronda Clasificatoria UEFA Cup                 |
| 3    | Atlantas            | 67   | 36 | 21 | 4  | 11 | 70  | 45 | +25  | Ronda Clasificatoria UEFA Cup                 |
| 4    | Ekranas             | 62   | 36 | 18 | 8  | 10 | 57  | 31 | +26  | Primera Ronda Intertoto Cup                   |
| 5    | Kareda (D)          | 60   | 36 | 17 | 9  | 10 | 56  | 49 | +7   | Desciende a la 1 Lyga                         |
| 6    | Nevėžis             | 47   | 36 | 11 | 14 | 11 | 31  | 44 | −13  |                                               |
| 7    | Dainava             | 33   | 36 | 8  | 9  | 19 | 34  | 66 | −32  |                                               |
| 8    | Polonija (D)        | 25   | 36 | 6  | 7  | 23 | 27  | 82 | −55  | Playoff de Descenso                           |
| 9    | Atletas-Inkaras (G) | 21   | 36 | 5  | 6  | 25 | 28  | 95 | −67  | Playoff de Descenso                           |
| 10   | Banga (D)           | 16   | 36 | 3  | 7  | 26 | 19  | 81 | −62  | Desciende a la 1 Lyga                         |

 Fuente: RSSSF.com
Notas:
1. ↑  Kareda fue descendido por las nuevas regulaciones impuestas por la LFF al ser equipo filial del FBK Kaunas.
2. ↑  Polonija ganó el play-off, pero fue descendido por las nuevas regulaciones impuestas por la LFF al ser equipo filial del Žalgiris.

## Resultados
| Local \ Visitante | ATL | AIK | BAN | DAI | EKR | FBK | KAR | NEV | POL | ŽAL |
| ----------------- | --- | --- | --- | --- | --- | --- | --- | --- | --- | --- |
| Atlantas          |     | 4–1 | 2–0 | 2–0 | 2–0 | 1–4 | 1–0 | 1–2 | 2–0 | 4–1 |
| Atletas-Inkaras   | 1–4 |     | 2–1 | 0–4 | 1–3 | 1–3 | 1–1 | 2–5 | 0–3 | 0–1 |
| Banga             | 0–5 | 1–1 |     | 1–2 | 0–0 | 0–1 | 0–2 | 1–2 | 2–2 | 1–1 |
| Dainava           | 1–3 | 3–1 | 0–0 |     | 0–1 | 1–4 | 1–2 | 1–1 | 1–1 | 0–4 |
| Ekranas           | 3–1 | 1–1 | 5–0 | 2–3 |     | 0–4 | 0–2 | 0–1 | 3–0 | 1–2 |
| FBK Kaunas        | 5–1 | 0–0 | 7–1 | 0–0 | 1–1 |     | 2–0 | 0–0 | 5–0 | 0–0 |
| Kareda            | 1–0 | 1–0 | 4–2 | 5–1 | 0–0 | 1–5 |     | 1–1 | 2–1 | 2–1 |
| Nevėžis           | 1–2 | 2–0 | 0–2 | 1–1 | 0–1 | 0–2 | 0–0 |     | 0–0 | 0–7 |
| Polonija          | 1–3 | 3–1 | 3–0 | 2–1 | 0–4 | 0–5 | 0–0 | 0–1 |     | 0–4 |
| Žalgiris          | 1–0 | 4–0 | 3–0 | 4–0 | 1–0 | 1–1 | 2–1 | 5–0 | 3–0 |     |

| Local \ Visitante | ATL | AIK | BAN | DAI | EKR | FBK | KAR | NEV | POL | ŽAL |
| ----------------- | --- | --- | --- | --- | --- | --- | --- | --- | --- | --- |
| Atlantas          |     | 3–0 | 3–1 | 2–1 | 0–0 | 1–3 | 0–2 | 2–0 | 5–1 | 2–2 |
| Atletas-Inkaras   | 3–2 |     | 1–0 | 1–2 | 0–2 | 1–2 | 0–3 | 1–2 | 2–0 | 0–8 |
| Banga Gargždai    | 0–2 | 1–0 |     | 0–1 | 0–1 | 0–7 | 0–3 | 0–0 | 1–0 | 1–2 |
| Dainava           | 0–1 | 1–1 | 2–0 |     | 0–1 | 1–4 | 0–2 | 1–1 | 0–0 | 1–3 |
| Ekranas           | 0–0 | 6–0 | 3–1 | 2–0 |     | 1–0 | 3–2 | 0–0 | 7–1 | 1–2 |
| FBK Kaunas        | 5–3 | 8–0 | 8–1 | 0–2 | 2–0 |     | 6–1 | 2–0 | 4–0 | 3–3 |
| Kareda            | 1–3 | 3–1 | 1–1 | 2–1 | 1–1 | 1–5 |     | 2–3 | 0–2 | 2–2 |
| Nevėžis           | 0–0 | 1–1 | 1–0 | 4–0 | 0–2 | 0–5 | 0–0 |     | 0–0 | 0–0 |
| Polonija          | 1–2 | 1–2 | 2–0 | 0–0 | 1–2 | 0–1 | 1–2 | 0–2 |     | 1–6 |
| Žalgiris          | 3–1 | 6–1 | 2–0 | 8–1 | 2–0 | 1–1 | 2–3 | 2–0 | 9–0 |     |

## Playoff de Descenso
| Equipo 1        | Agr. | Equipo 2        | Ida | Vuelta |
| --------------- | ---- | --------------- | --- | ------ |
| Laisvė Šilutė   | 1–3  | Atletas-Inkaras | 0–1 | 1–2    |
| Klevas Šiauliai | 3–4  | Polonija        | 3–3 | 0–1    |